# Selección femenina de hockey sobre césped de Chile
La selección femenina de hockey sobre césped de Chile representa a Chile en las competiciones internacionales de hockey sobre césped para dicho género de la Federación Internacional de Hockey (FIH), siendo regida por la Federación Chilena de Hockey sobre césped (FEHOCH). No tiene participaciones en la Hockey Pro League ni en los Juegos Olímpicos.

## Palmarés
Juegos Panamericanos
- Medalla de bronce: 2011, 2023.

Juegos Suramericanos
- Medalla de oro (1): 2022
- Medalla de plata: 2006, 2014.
- Medalla de bronce: 2018

Copa Panamericana
- Subcampeón: 2017, 2022.
- Tercer lugar: 2009.

Campeonato Sudamericano
- Subcampeón: 2003, 2006, 2008, 2010, 2013, 2014, 2016.

Hockey Series
- Campeón: 2018

## Resultados
| Campeonato Mundial | Campeonato Mundial                       | Campeonato Mundial |
| Año                | Sede                                     | Resultado          |
| ------------------ | ---------------------------------------- | ------------------ |
| 2022               | Tarrasa, España Amstelveen, Países Bajos | 13º                |

| Copa Panamericana | Copa Panamericana         | Copa Panamericana |
| Año               | sede                      | Resultado         |
| ----------------- | ------------------------- | ----------------- |
| Kingston 2001     | Kingston, Jamaica         | DNP               |
| Bridgetown 2004   | Bridgetown, Jamaica       | 5º                |
| Hamilton 2009     | Hamilton, Bermudas        | 3º                |
| Mendoza 2013      | Mendoza, Argentina        | 4º                |
| Lancaster 2017    | Lancaster, Estados Unidos | 2º                |
| Santiago 2022     | Santiago, Chile           | 2º                |

| Campeonato Sudamericano | Campeonato Sudamericano | Campeonato Sudamericano |
| Año                     | Sede                    | Resultado               |
| ----------------------- | ----------------------- | ----------------------- |
| 2003                    | Santiago, Chile         | 2º                      |
| 2008                    | Montevideo, Uruguay     | 2º                      |
| 2010                    | Río de Janeiro, Brasil  | 2º                      |
| 2013                    | Santiago, Chile         | 2º                      |
| 2016                    | Chiclayo, Perú          | 2º                      |

| 1987 | Indianápolis, Estados Unidos        | DNP |    |    |    |    |    |    |    |
| 1991 | La Habana, Cuba                     | DNP |    |    |    |    |    |    |    |
| 1995 | Mar del Plata, Argentina            | DNP |    |    |    |    |    |    |    |
| 1999 | Winnipeg, Canadá                    | 6º  |    |    |    |    |    |    |    |
| 2003 | Santo Domingo, República Dominicana | 4º  |    |    |    |    |    |    |    |
| 2007 | Río de Janeiro, Brasil              | 4º  |    |    |    |    |    |    |    |
| 2011 | Guadalajara, México                 | 3º  |    |    |    |    |    |    |    |
| 2015 | Toronto, Canadá                     | 4º  |    |    |    |    |    |    |    |
| 2019 | Lima, Perú                          | 4º  | 4º | 4º | 4º | 4º | 4º | 4º | 4º |
| 2023 | Santiago, Chile                     | 3º  |    |    |    |    |    |    |    |

| Juegos Sudamericanos | Juegos Sudamericanos    | Juegos Sudamericanos | Juegos Sudamericanos |
| Año                  | Sede                    | Resultado            |                      |
| -------------------- | ----------------------- | -------------------- | -------------------- |
| 2006                 | Buenos Aires, Argentina | 2º                   |                      |
| 2014                 | Santiago, Chile         | 2º                   |                      |
| 2018                 | Cochabamba, Bolivia     | 3º                   |                      |
| 2022                 | Asunción, Paraguay      | 1º                   |                      |

| Hockey Series | Hockey Series | Hockey Series    | Hockey Series |
| Año           | Ronda         | Sede             | Resultado     |
| ------------- | ------------- | ---------------- | ------------- |
| 2018–19       | Open          | Santiago, Chile  | 1º            |
| 2018–19       | Final         | Hiroshima, Japan | 3º            |

### Selección juvenil sub-21

##### Campeonato Mundial Junior
- 1989 - Ottawa, Canadá - 11.º
- 1993 - Tarrasa, España - No clasificó
- 1997 - Seongnam, Corea - No clasificó
- 2001 - Buenos Aires, Argentina - 12.º
- 2005 - Santiago de Chile, Chile - 10.º
- 2009 - Boston, Estados Unidos - 12.º
- 2013 - Mönchengladbach, Alemania - No clasificó
- 2016 - Santiago de Chile, Chile - 11.º
- 2022 - Potchefstroom, Sudáfrica - No clasificó
- 2023 - Santiago, Chile - Clasificado

##### Campeonato Panamericano Junior
- 1988 - Buenos Aires, Argentina -  Bronce
- 1992 - Caracas, Venezuela - No clasificó
- 1997 - Santiago de Chile, Chile -  4.º
- 2000 - Bridgetown, Barbados - 4.º
- 2005 - San Juan, Puerto Rico -  Bronce
- 2008 - México, D. F., México -  Plata
- 2012 - Guadalajara, México - 4.º
- 2016 - Tacarigua, Trinidad y Tobago -  Bronce
- 2021 - Santiago de Chile, Chile - 5.º
- 2023 - Bridgetown, Barbados -  Bronce